# Phares du port de Grand Marais

Les phares de Grand Marais (en anglais : Grand Marais Harbor of Refuge Inner and Outer Lights), sont une paire de phare du lac Supérieur situé à l'entrée du port de Grand Marais dans le Comté d'Alger, Michigan.

Ces phares sont inscrits au Registre national des lieux historiques depuis le 2 mai 2012 sous le n° 12000254.

## Historique
La paire de phares du port du Grand Marais est située sur la jetée du Grand Marais. Les deux sont des structures squelettiques préfabriquées en fer ou en acier peintes en blanc et boulonnées à la jetée.
La maison de gardien se trouve près du phare intérieur. Elle est devenue le Lightkeepers House Museum .

### Port et construction légère
Dans les années 1870, le trafic maritime à travers le lac Supérieur a considérablement augmenté. Se rendant compte de l'absence d'un port sûr entre Whitefish Bay et Grand Island Township, le Corps du génie de l'armée des États-Unis a commencé à moderniser le port de Grand Marais en 1881. Au cours des dix années suivantes, le port a été dragué et un brise-lames en bois de 1 760 m a été construit et s'étendant à travers le port. Un chenal de navigation a été dragué dans le port et deux quais en bois de 210 mont été construits de chaque côté du chenal.
Alors que les travaux sur le port touchaient à leur fin, le Conseil du phare a décidé que la navigation dans le port serait améliorée par l'ajout d'un signal lumineux et d'un signal de brouillard sur la tête du quai ouest. Ils ont demandé le financement d'un feu en 1892, et le Congrès a alloué des fonds en 1895. Le Conseil a rapidement élaboré des plans et attribué des contrats pour construire un feu préfabriqué, et le nouveau feu de la tour fut mis en place en novembre 1895. Un signal de brouillard à l'origine situé au phare de Point Iroquois a été transféré au Grand Marais, et aucun quartier de gardien n'a été construit à ce moment , ce qui a réduit le gardien à vivre dans une habitation temporaire.
Conscient que l'ajout d'un feu d'alignement arrière améliorerait la navigation, le Conseil du phare a demandé que les fonds non utilisés soient réaffectés à la construction d'un deuxième feu. Le congrès en a convenu en 1897 et en 1898 la deuxième lumière a été fabriquée et installée à l'extrémité intérieure de la jetée.

### Histoire ultérieure
En 1905, le quai ouest a été prolongé de 187 m, et l'année suivante, le feu d'alignement avant a été déplacé vers le nouveau quai. En 1908, les quartiers d'un gardien ont finalement été construits. Au fur et à mesure que les gros navires commençaient à voyager dans les Grands Lacs, le port du Grand Marais a perdu de son importance et, dans les années 40, le Corps des ingénieurs a cessé d'entretenir le brise-lames. Il pourrit rapidement, permettant au sable de remplir le port.
Vers la même époque, la Garde côtière a repris le fonctionnement des feux. Dans les années 1960 et 70, des parties de la jetée sur laquelle les lumières étaient installées ont été recouvertes de béton. De plus, la jetée ouest a été rallongée de 244 m par l'ajout d'une extension de palplanches cellulaires. Les gardiens sont restés dans les quartiers du gardien jusqu'en 1982 et, en 1984, la Société d'histoire du Grand Marais a reçu et restauré la maison.
Les deux feux de portée sont toujours opérationnels. La lumière du phare extérieur a été remplacée par une lentille en acrylique moderne, la lumière de portée intérieure conserve sa lentille de Fresnel, l'une des rares lentilles de Fresnel encore utilisées dans phares. La maison du gardien de phare est exploitée comme un musée.
Identifiant : ARLHS : USA-1079 et 1080 ; USCG :  7-14550 et 7-14560 .

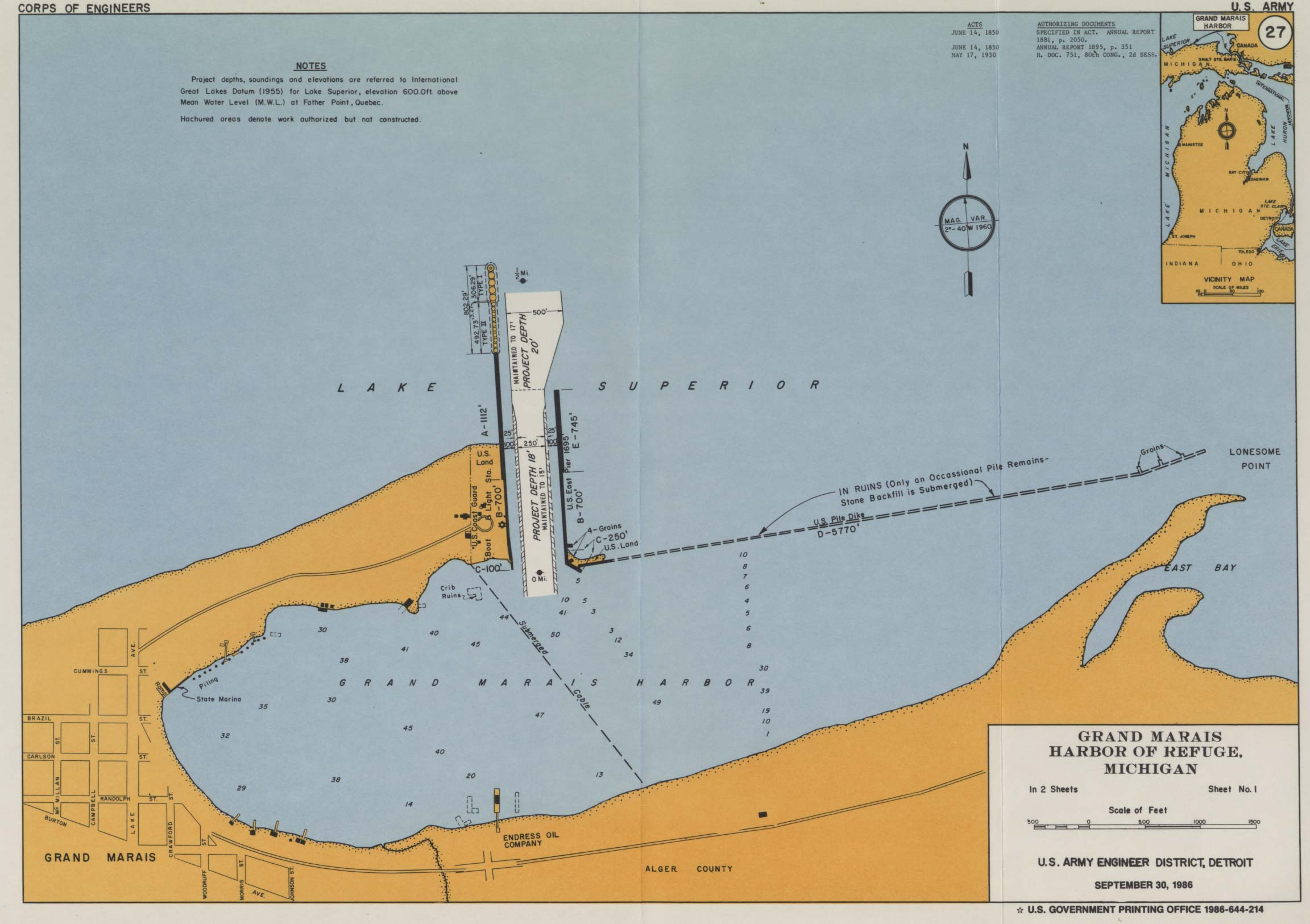
Le port de Grand Marais
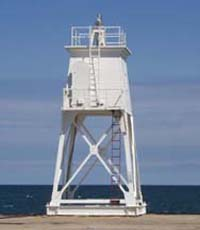
Le phare intérieur
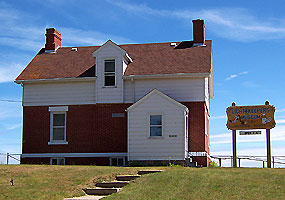
La maison de gardien

### Lien connexe
- Liste des phares au Michigan